# Pseudobombax

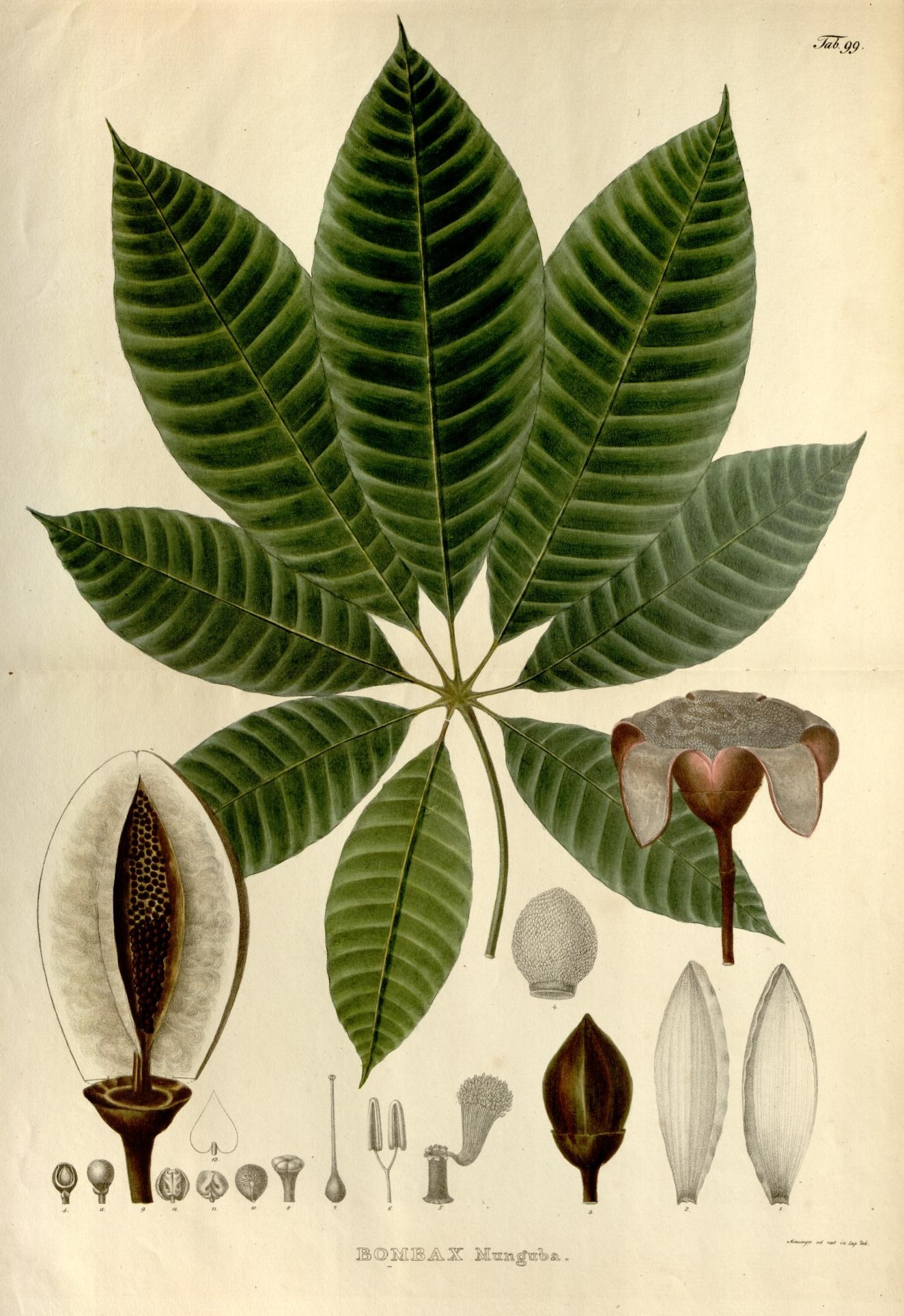
Ilustrace P. munguba z 30. let 19. století

Pseudobombax (Pseudobombax) je rod rostlin z čeledi slézovité. Jsou to opadavé stromy s dlanitě složenými listy a bílými nebo růžovými květy s množstvím nápadných tyčinek, které jsou opylovány zejména netopýry. Plodem je tobolka obsahující větší počet drobných semen obklopených vlákny. Rod zahrnuje asi 20 druhů a je rozšířen výhradně v tropické Americe. Pseudobombaxy se pěstují v tropech jako okrasné dřeviny, z plodů se získává kapok používaný zejména jako vycpávkový materiál. Dřevo je lehké a měkké a má jen místní význam.

## Popis
Pseudobombaxy jsou malé až vysoké, opadavé stromy. Kmeny jsou často ztlustlé a většinou bez ostnů. Hlavní větve jsou charakteristicky patrovité podobně jako u jiných příbuzných rodů. Listy jsou dlanitě složené nebo výjimečně jednolisté (P. simplifolium), nahloučené na koncích větví. Jednotlivé lístky jsou celokrajné a nasedají na konec řapíku bez znatelného švu. Palisty jsou rychle opadavé. Květy jsou velké, pravidelné, jednotlivé nebo v několikakvětých vrcholících. Zpravidla se rozvíjejí na koncích zkrácených tuhých větévek v bezlistém období. Kalich je miskovitý až trubkovitý, na konci uťatý nebo s 5 mělkými laloky. Korunní lístky bývají lžicovité a přirostlé k trubičce tyčinek. Jsou bílé, smetanové nebo červené a často chlupaté nebo plstnaté. Tyčinek je mnoho, jsou dlouhé a nápadné, na bázi srostlé v trubičku. Semeník obsahuje 5 nebo řidčeji více komůrek s mnoha vajíčky a nese velmi dlouhou, nitkovitou čnělku zakončenou hlavatou nebo laločnatou bliznou. Plodem je dřevnatá tobolka pukající většinou 5 chlopněmi a odhalující křídlatý střední sloupek. Semena jsou drobná, hruškovitá, obklopená hojnými vlákny.

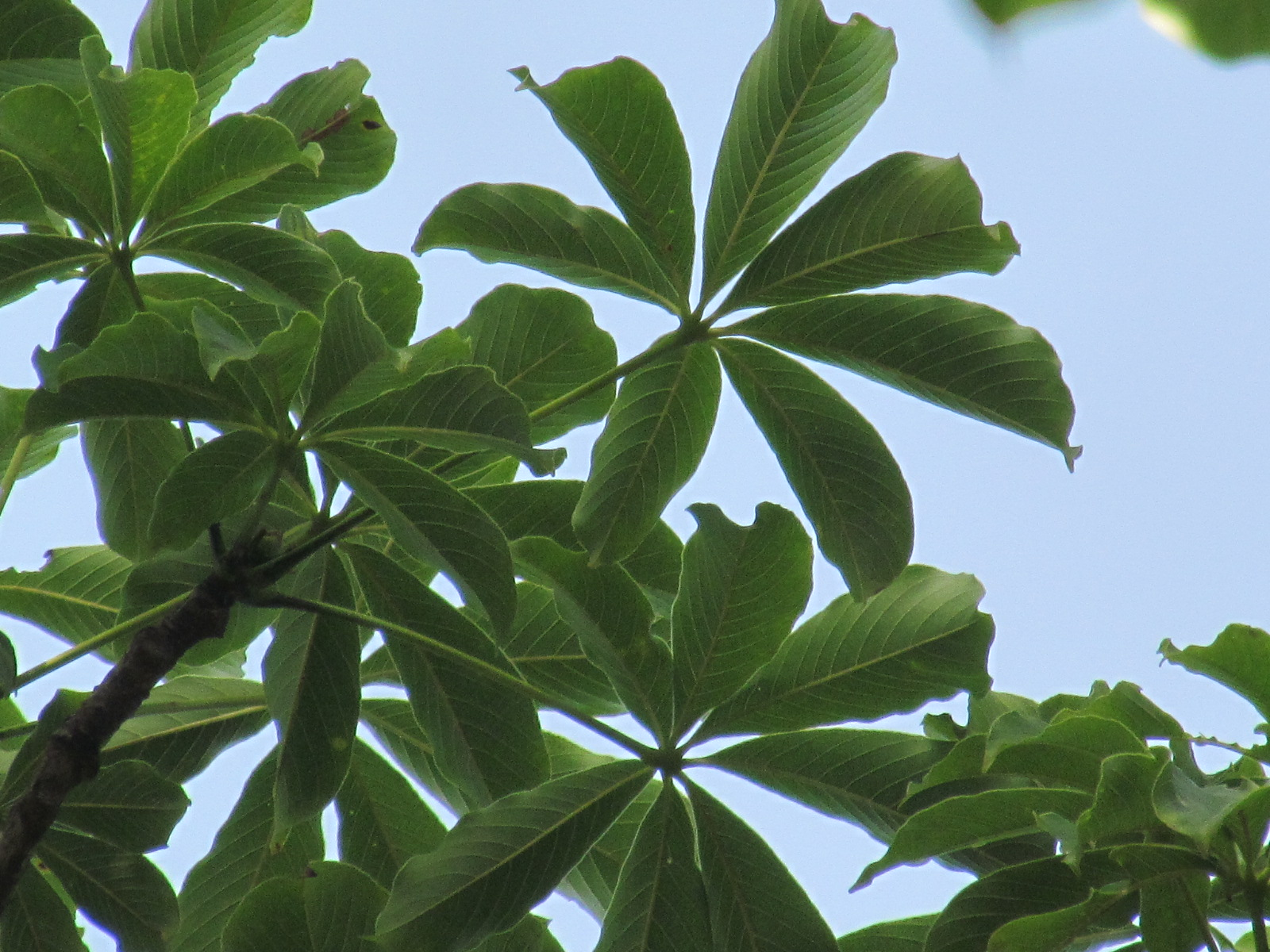
Listy P. septenatum
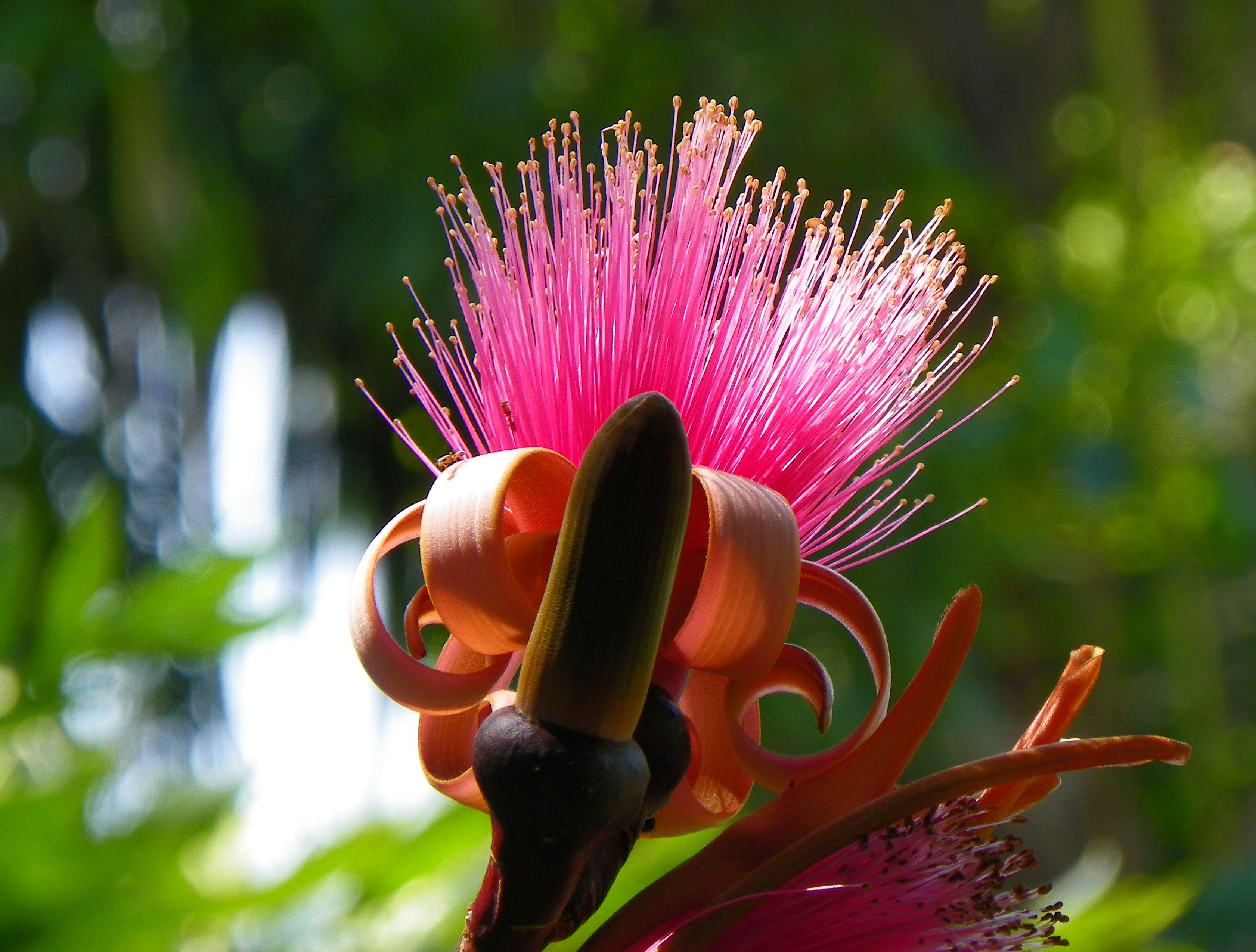
Květ P. ellipticum
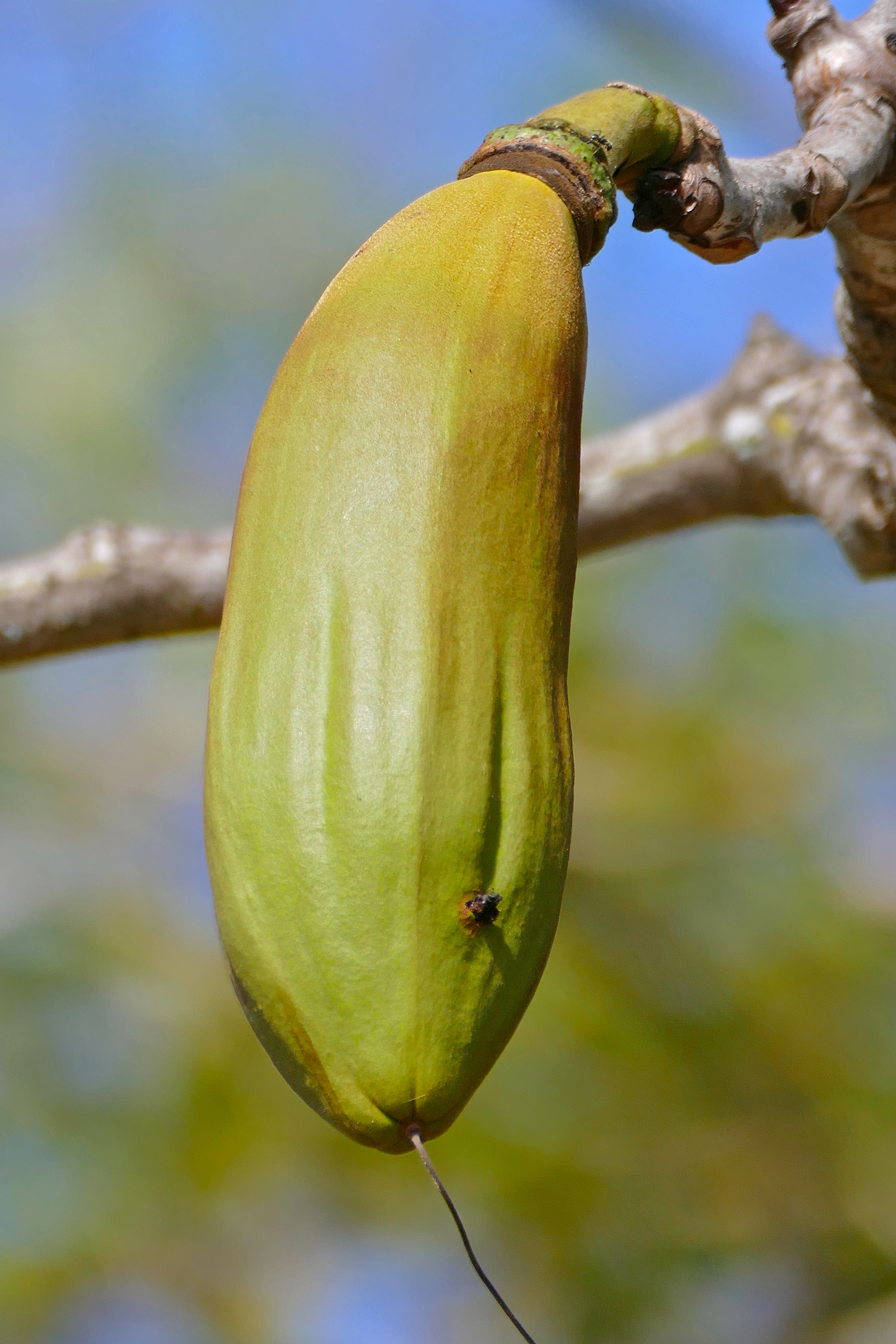
Plod B. ellipticum

## Rozšíření
Rod pseudobombax zahrnuje asi 20 až 28 druhů. Je rozšířen výhradně v tropické Americe od severozápadního Mexika (Baja California) po Bolívii a Paraguay a na Karibských ostrovech. Největší počet druhů (asi 16) roste v Brazílii. Rozsáhlý areál, sahající od Střední Ameriky po Bolívii, má druh P. septenatum. Na Karibských ostrovech je původní pouze P. ellipticum.

## Ekologické interakce
Květy některých druhů (P. ellipticum, P. longiflorum, P. grandiflorum, P. septenatum aj.) jsou specializovány na opylování netopýry. Produkují množství pylu s vyšším obsahem bílkovin, který netopýři vyhledávají spolu s nektarem jako zdroj potravy. Druh P. ellipticum kvete v bezlistém stavu před koncem období sucha, květy se se zřetelným prasknutím otevírají na noc a korunní lístky se nazpět spirálovitě svinují. Následně pak květy opadávají kolem poledne dalšího dne. V neopadavém kalichu zůstává sladký nektar, který láká četné drobné ptactvo. Některé druhy (např. P. munguba) netvoří nektar a nabízejí netopýrům pouze pyl. Květy některých druhů navštěvují i kolibříci, motýli aj. Semeny pseudobombaxů se živí různí ptáci, zejména papoušci.

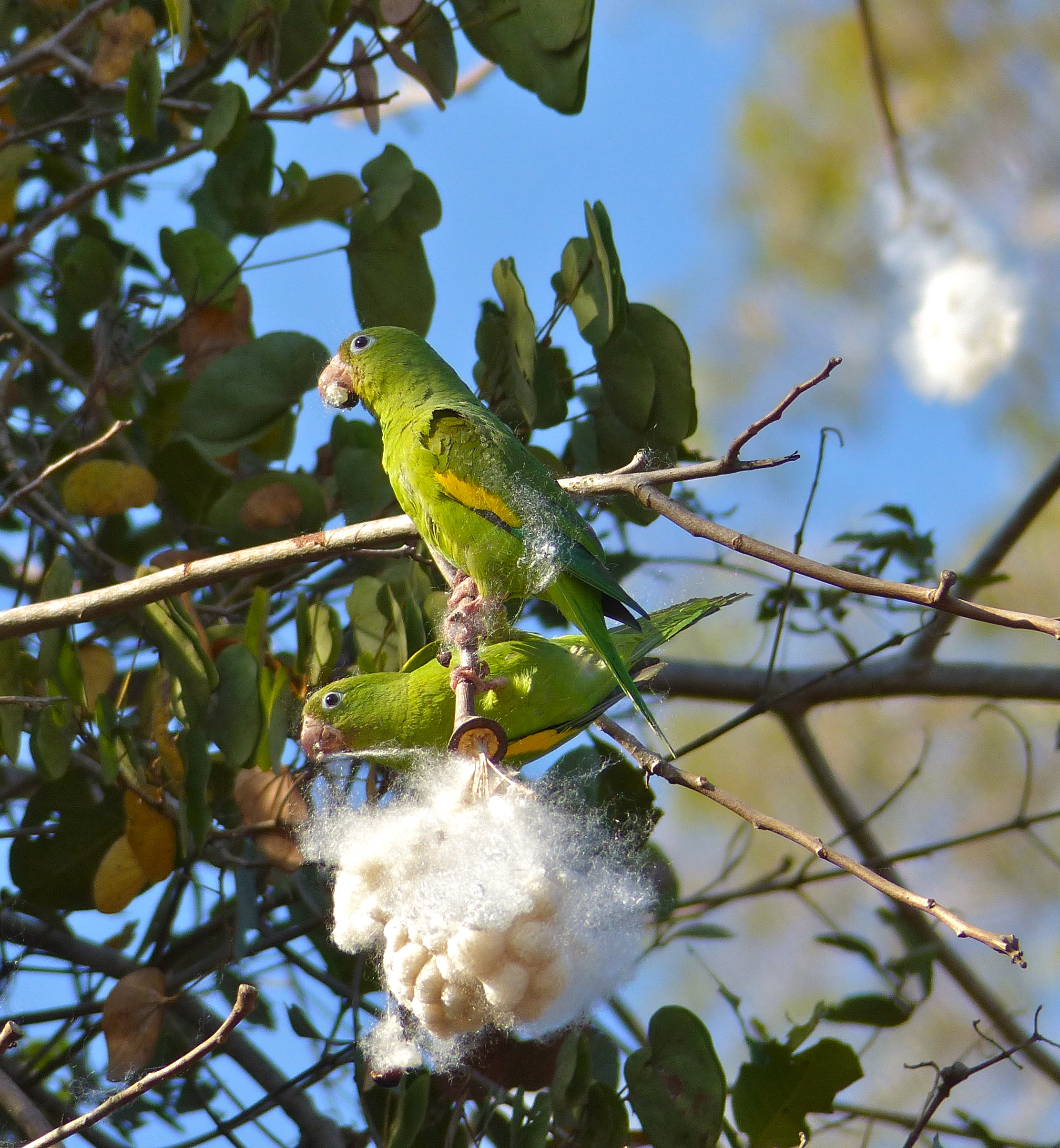
Papoušci chiriri živící se semeny P. tomentosum
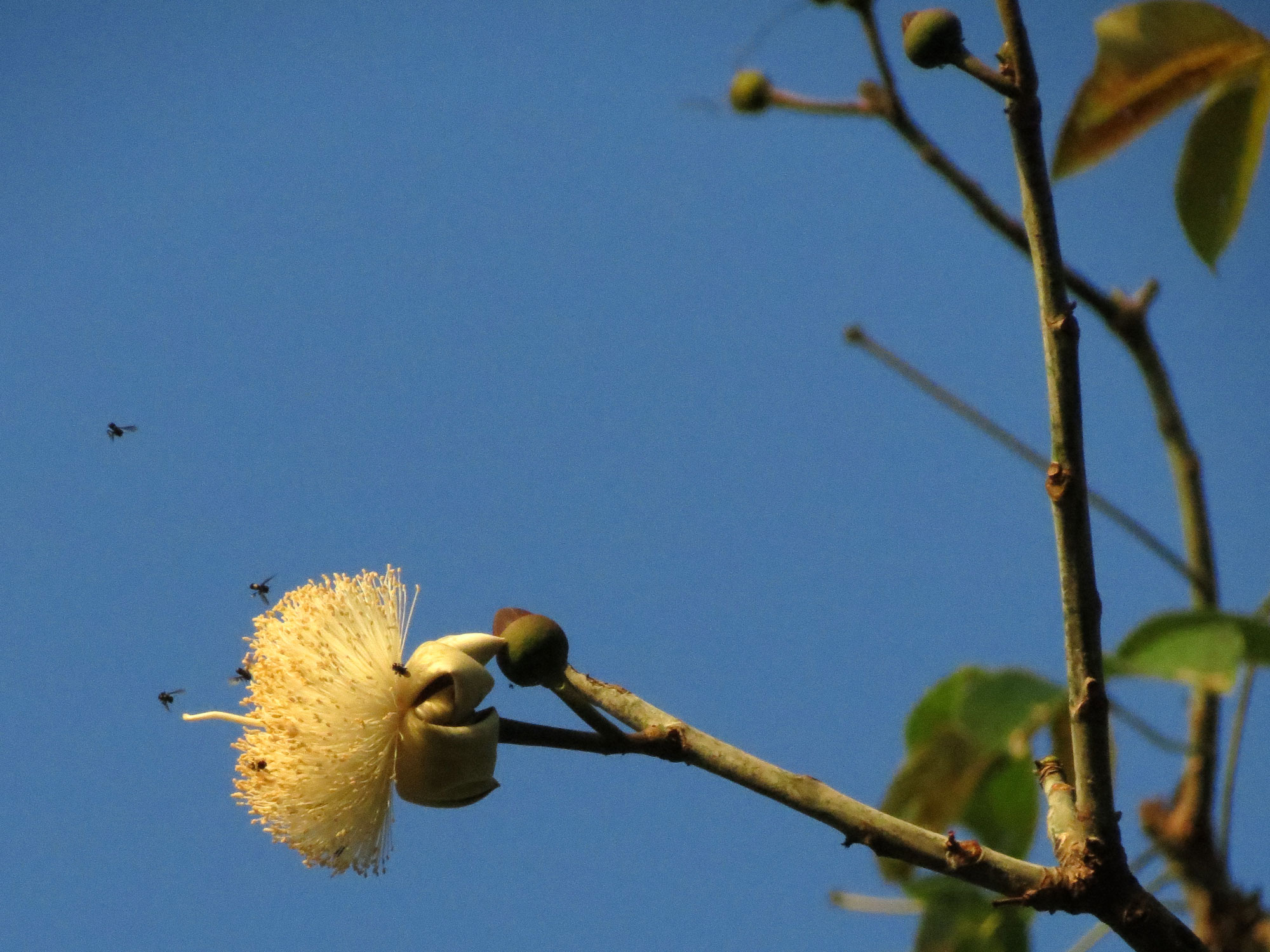
Drobný hmyz na květu P. septenatum

## Taxonomie
V minulosti byl rod Pseudobombax řazen spolu s řadou dalších dřevnatých rodů (Ceiba, Bombax, Adansonia aj.) do čeledi Bombacaceae, která byla v systému APG vřazena do čeledi Malvaceae. Rod Pseudobombax byl v roce 1943 oddělen od rodu Bombax, který je (v současném taxonomickém pojetí) rozšířen jako původní rostlina pouze v tropech Starého světa. Hlavním diagnostickým znakem k rozlišení těchto dvou velmi podobných rodů je způsob nasedání lístků na vrchol řapíku. U rodu Bombax nasedají lístky zřetelným švem, zatímco u Pseudobombax není žádný šev patrný.

## Význam
Pseudobombax ellipticum je často pěstován v tropech jako okrasná dřevina. Původní forma má květy růžové, existuje i bělokvětý kultivar 'Alba'. Řidčeji se pěstují i jiné druhy, zejména P. grandiflorum, P. tomentosum, P. marginatum a P. longiflorum.
Dřevo pseudobombaxů je měkké, lehké a málo trvanlivé. Používá se místně k výrobě beden, leteckých modelů, kánoí, dřeváků, podnosů ap.
Z plodů celé řady druhů se získávají vlákna, známá jako kapok. Používají se zejména jako vycpávkový materiál do matrací, záchranných vest, polštářů ap. Domorodci je používají na ucpávky šípů do foukaček. Z lýkových vláken P. longiflorum a P. maximum se vyrábějí provazy. Z lýka P. munguba se vyrábějí lisy na kasávu (mletý maniok). Odvar z kůry P. guayasense je podáván při infekcích a průjmech.

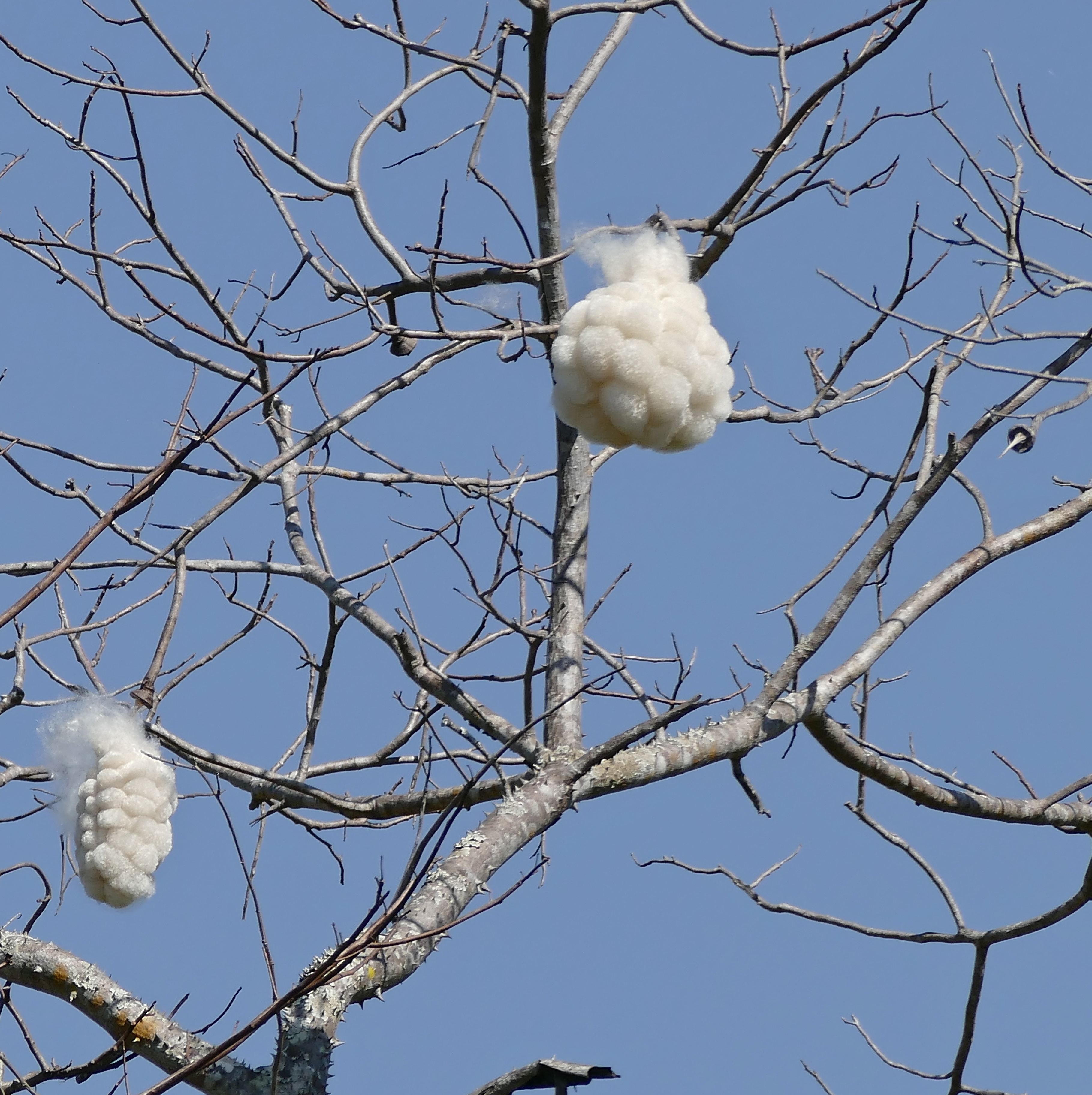
Kapok na větvích P. tomentosum
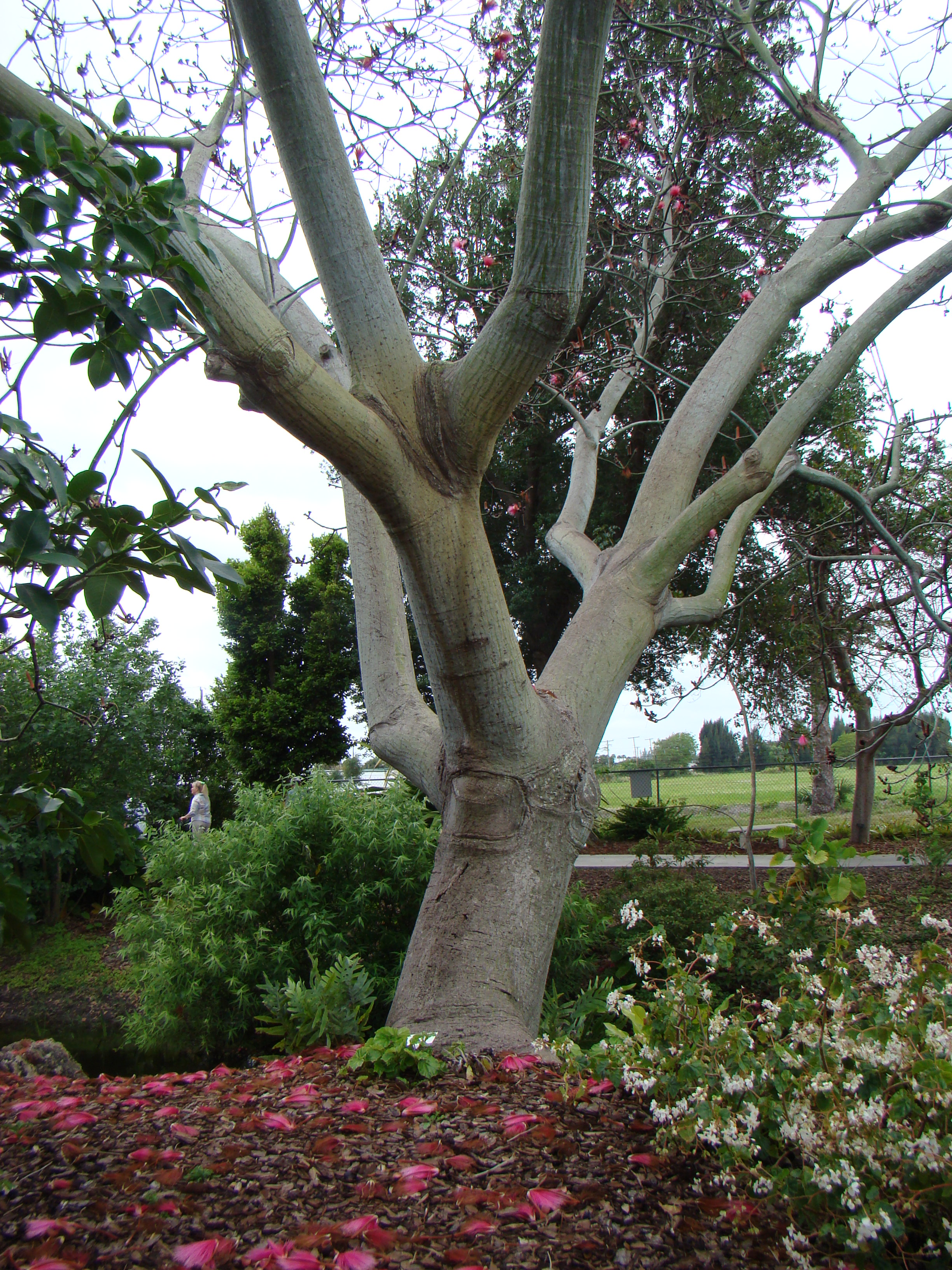
P. ellipticum jako okrasný strom
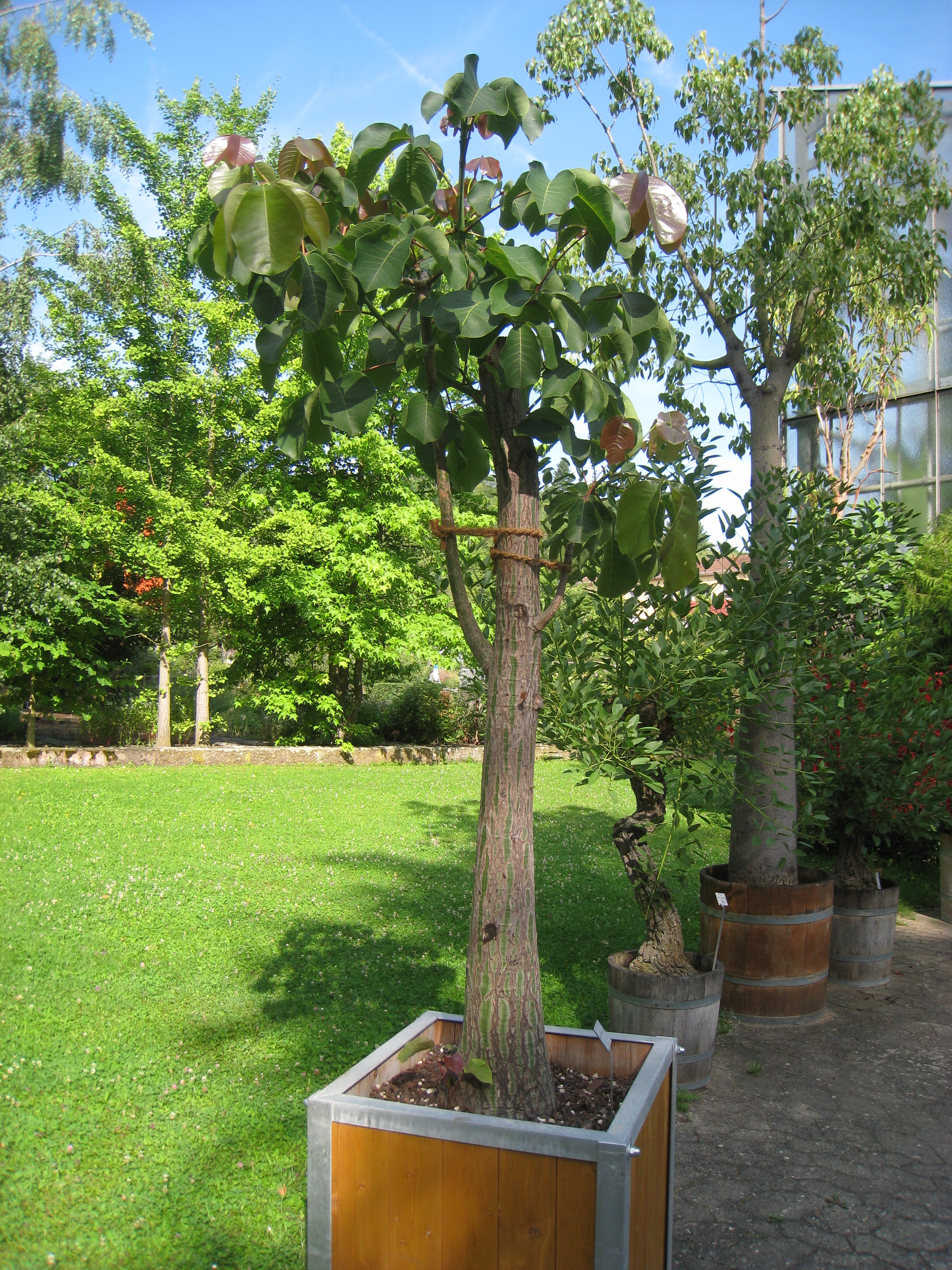
P. ellipticum coby přenosná rostlina v bot. zahradě v Německu